# Processorsokkel
En Processorsokkel ofte også bare kendt som en Socket eller CPU Socket, er et mekanisk komponent der giver mekanisk og elektronisk forbindelse mellem en enhed (ofte en microprocessor) og en printplade. Dette tillader en CPU at blive udskiftet uden de samme risici som ofte bliver introduceret ved brug af lodningsværktøj.
Typiske sokler benytter "klammere" der er designet til at anvende en konstant kraft, som skal overkommes når en enhed er indsat. Chips med mange pinouts, benytter enten Zero-Insertion Force (ZIF)- eller  Land Grid Array (LGA)-sokler i stedet. Dette design anvender et tryk når enten et håndtag (ZIF) eller en overflades plade (LGA) er trykket ind på plads. Denne metode sikrer overlegent mekanisk fastholdelse samt nedsætter risikoen for at bøje processorpins, når man indsætter nye processorer i sokler.
Processorsokler benyttes til desktop og server-computere (bærbare benytter ofte et SMT-design) fordi de tillader nem adgang til at skifte komponenter, benyttes de også ofte til at teste nye kredsløb.

## Funktion
En processorsokkel er ofte lavet af plastik eller metal, løftestang eller lås, og metalkontakter til hver "pins" eller "lands" på processoren. De fleste sokler har pile eller andet for at vise hvordan processoren skal placeres i/på soklen. Processorer med en PGA-indpakning lægges ind i soklen og låses. Dette skaber en effekt der fysisk sikrer processoren og de elektroniske kontakter mellem processorens pins og soklen. I tilfælde af LGA-sokler, placeres processoren på soklen og der trykkes på en løftestang der låser processoren fast. De fleste processorsokler er lavet til at kunne modstå vægten af en køleplade. Soklen skal beskytte processoren fra kølepladens eventuelle vægt (ofte er køleplader meget tunge når de sammenlignes med processoren) specielt under installation og fjernelse, imens også sikre at kølepladen har en god termisk kontakt til processoren.
Processorsokler har den fordel over at placere processorer direkte til printpladen, at det gør det lettere at udskifte processoren. Processoren er ofte en af de dyreste komponenter i et system, men prisen på sokler er relativt lav hvilket gør at de er populære blandt systemfabrikanter.
En processorsokkel kræver ikke blot god elektrisk kontakt med processoren, men skal også været loddet fast til printpladen hvilket soklen berører. 

## Slotkets
Slotkets er specielle adaptere der benyttes så man kan bruge sokkelprocessesring i bus-kompatible bundkort.